# HD159367
HD159367 — хімічно пекулярна зоря спектрального класу A1, що має видиму зоряну величину в смузі V приблизно  8,3.
Вона  розташована на відстані близько 508,0 світлових років від Сонця.